# Paeonia broteri
Pivoine de Brotero
Espèce
Classification phylogénétique
La pivoine de Brotero (Paeonia broteri) est une plante herbacée de la famille des Paeoniaceae, endémique de la péninsule ibérique.
L'épithète spécifique est dédiée à Brotero, de son vrai nom Felix de Silva Avellar (1744-1828), un botaniste portugais qui utilisait le nom de Brotero uniquement en tant que botaniste.  Dans sa "Flora Lusitanica", il latinisa son nom en Broterus. Cette appellation latine utilisée, Broterus, étant au nominatif, la forme génitive est broteri. Mais on trouve aussi l'appellation de Paeonia broteroi.
Synonymie (GRIN):
(=) Paeonia lusitanica Mill.

## Description[2]
La pivoine de Brotero est une plante herbacée, pérenne, entièrement glabre, de 50-70 cm de hauteur. Les feuilles disparaissent l'hiver mais la plante repart au printemps en se servant de ses réserves accumulées dans ses grosses racines tubéreuses, en forme de carottes.
Les feuilles inférieures, d'un vert brillant, sont biternées, divisées en (9-) 17 (-20) segments étroitement elliptiques. La foliole terminale et parfois les folioles latéraux sont profondément divisées en 2 ou 3 segments. Les feuilles supérieures aussi biternées n'ont pas de folioles divisées.
Les fleurs de 8-10 cm de large, possèdent des pétales largement obovés, rouges. Les étamines de 20-25 mm sont entièrement jaunes. Il y a 2 à 4 carpelles, densément tomenteux. La floraison se tient en avril-mai.
Le fruit est formé de follicules de 30-40 cm de long.

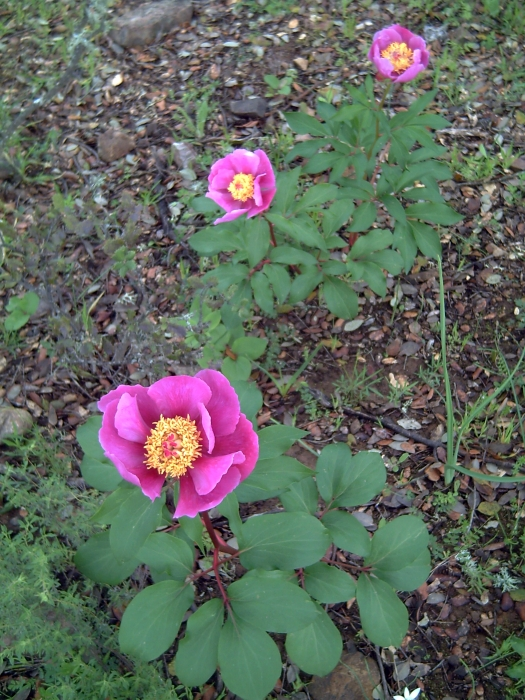
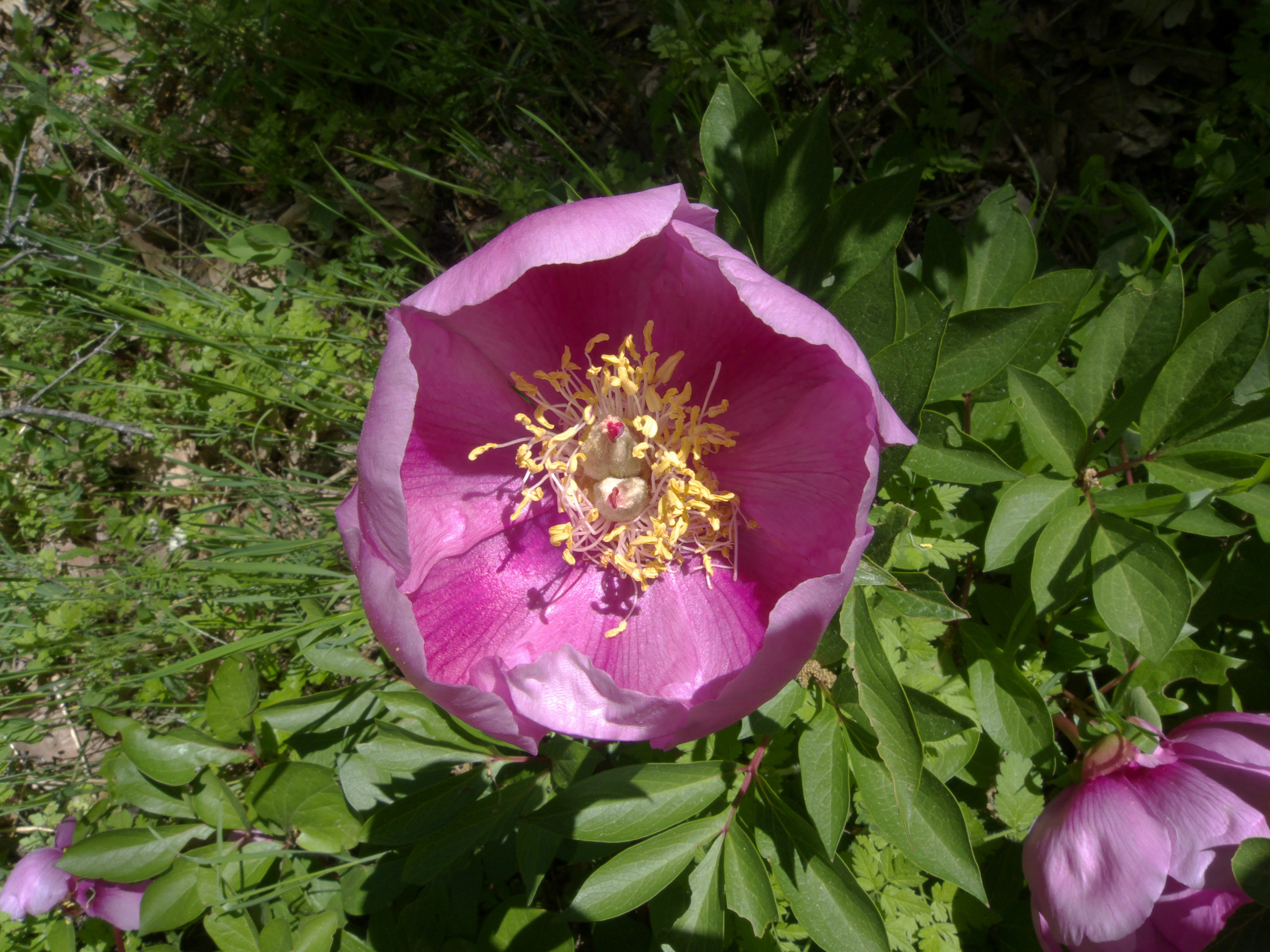

## Écologie
La plante affectionne les sols calcaires, dans des zones ouvertes entre 800 et 2 000 m d'altitude.
C'est une plante endémique d'Espagne (sud et ouest) et du Portugal.

## Utilisation
La pivoine de Brotero est cultivée dans des sols bien drainés et en situation ouverte mais c'est une plante qui craint le froid.